# Nkulunkulu Mnikati wetibusiso temaSwati
Nkulunkulu Mnikati wetibusiso temaSwati, Oh God, Bestower of the Blessings of the Swazi är Swazilands nationalsång. Musiken som är en blandning av västerländsk musik och swazi-musik infördes efter självständigheten 1968.

## Text
Engelsk version
O Lord our God, bestower of the blessings of the Swazi ;

We give Thee thanks for all our good fortune ;

We offer thanks and praise for our king ;

And for our fair land, its hills and rivers ;

The Blessings be on all rulers of our country ;

Might and power are Thine alone ;

We pray Thee to grant us wisdom without deceit or malice.

Establish and fortify us, Lord Eternal.
Siswativersion
Nkulunkulu Mnikati wetibusiso temaSwati,

Siyatibonga tonkhe tinhlanhla,

Sibonga iNgwenyama yetfu,

Live netintsaba nemifula.

Busisa tiphatsi mandla taka Ngwane

Nguwe wedvwa Somandla wetfu ;

Sinike kuhlanipha lokungenabucili

Simise usicinise, Simakadze.